# Starocin
Starocin – wieś w Polsce położona w województwie pomorskim, w powiecie nowodworskim, w gminie Nowy Dwór Gdański na obszarze Żuław Wiślanych. Wieś jest siedzibą sołectwa Starocin w którego skład wchodzi również miejscowość Piotrowo.
W latach 1975–1998 miejscowość administracyjnie należała do województwa elbląskiego.